# Чуєва Катерина Євгенівна
Катерина Євгенівна Чуєва (нар. 31 січня 1981, Дніпропетровськ) — українська громадська та культурна діячка. Генеральний директор Національного музею мистецтв імені Богдана та Варвари Ханенків (2018—2021).
Заступник (від 21 червня 2022до 19 серпня 2023), заступник з питань європейської інтеграції (від 22 вересня 2021 до 21 червня 2022) Міністра культури та інформаційної політики України.

## Життєпис
Катерина Чуєва народилася 31 січня 1981 року у місті Дніпрі.
Закінчила Національний педагогічний університет імені М. П. Драгоманова (2004, спеціальність — історія). Працювала лаборантом археологічної експедиції Фастівського державного археологічного музею (1996, 1998), техніком першої категорії, молодшим науковим співробітником, старшим науковим співробітником Київського музею західного та східного мистецтва (1998—1999), науковим співробітником відділу західноєвропейського мистецтва, старшим науковим співробітником відділу західноєвропейського мистецтва, завідувачем наукового відділу античного мистецтва, вченим секретарем Музею мистецтв імені Богдана та Варвари Ханенків (2001—2011, м. Київ), заступником генерального директора з науково-методичної роботи, заступником генерального директора з науково-методичної роботи Національного музею мистецтв імені Богдана та Варвари Ханенків (2013—2018, м. Київ), генеральним директором Національного музею мистецтв імені Богдана та Варвари Ханенків (2018—2021); заступником з питань європейської інтеграції (2021—2022), від 2022 — заступник Міністра культури та інформаційної політики України.
У 2020 році до музею Ханенків було повернуто з США картину французького художника XVIII століття П'єра Луї Гудро «Коханці». Від 2020 року входить до складу ради з питань розвитку Національного культурно-мистецького та музейного комплексу «Мистецький арсенал».
У 2021 році залишила Наглядову раду Українського культурного фонду.
Кураторка фонду мистецтва Єгипту, Греції та Риму (від 2001). Членкиня ІКОМ (2008). Член Президії ІКОМ України (з 2012), член Правління Міжнародного комітету ICOM-Europe (2013—2016), член Правління Міжнародного комітету меморіальних музеїв жертв публічних злочинів (ІСМЕМО) (2016—2019).
Учасниця ініціативи заснування Музею Майдану, співзасновниця ГО «Музей Майдану» (2014—2015).

## Доробок
Авторка понад 40 наукових та науково-популярних публікацій, куратор музейних виставок, конференцій та семінарів.